# Jacques-Hector Thomas
Jacques-Hector Thomas CM (ur. 11 września 1833 w Dax, zm. 14 grudnia 1910) – francuski duchowny rzymskokatolicki, lazarysta, arcybiskup, dyplomata papieski.

## Biografia
Był kapłanem Zgromadzenia Księży Misjonarzy.
4 maja 1883 papież Leon XIII mianował go delegatem apostolskim w Persji oraz arcybiskupem tytularnym hadrianopolitańskim. Dodatkowo został administratorem apostolskim diecezji isfahańskiej, będącej jedynym biskupstwem łacińskim w Persji. 22 lipca 1883 w kaplicy domu zakonnego lazarystów w Paryżu przyjął sakrę biskupią z rąk arcybiskupa paryskiego kard. Josepha Hippolyta Guiberta OMI. Współkonsekratorami byli koadiutor arcybiskupa paryskiego abp François-Marie-Benjamin Richard de la Vergne oraz biskup Angers Charles-Emile Freppel.
9 września 1890 przeszedł na emeryturę.